# 强大级铁甲舰
强大级铁甲舰（義大利語：Classe Formidabile）是19世纪60年代为意大利皇家海军建造的一批铁甲舰。该舰级包括两艘舰只：“强大”号和“可畏”号。这两舰最初由撒丁王国海军订购，但当完工时，撒丁王国已经完成了意大利的统一并创建了意大利皇家海军。由此这两舰又成为了意大利皇家海军舰队建造的第一批铁甲舰。本舰级船体为木质，外面包裹有4.3英寸（109）的熟铁，建成时舷侧上装备有20门火炮。
这两舰都参加了1866年7月在利萨岛沿海的作战行动，但都没有参加7月20日的利萨海战。“强大”号在前一天被奥地利的岸防炮击伤，已经撤退进行维修，而“可畏”号虽然已经做好了参战准备，但由于一直在准备攻击利萨本岛，且其位置太靠南而无法在海战中发挥积极作用。这两艘军舰在19世纪70年代到80年代都不十分活跃。“强大”号和“可畏”号分别在1903年和1904年被改为训练舰，后来被出售并报废拆解。

## 设计
1860年，意大利统一前不久，时任撒丁王国首相兼海军部长的加富尔伯爵卡米洛·奔索为撒丁王国海军订购了这两艘军舰。这两舰最初是打算作为装甲水上炮台，但是在建造开始后被重新设计成可远海航行的铁甲舰。两舰是大型海军扩张计划的第一个组成部分，该计划旨在组建一支能够击败奥地利海军的铁甲舰舰队。当时的意大利政府将奥地利王国视作其主要竞争对手，因为后者控制着包括威尼斯在内的大量意大利人地区。这两舰的建造标志着奥地利-意大利铁甲舰军备竞赛的开始。

### 常规特性和轮机
强大级的舰体为木制，外面包裹着109（4.3英寸）厚的熟铁装甲。两舰的垂标间距为63.05（206英尺10英寸），总长65.8米（215英尺11英寸），舷宽14.44米（47英尺5英寸），平均吃水5.45米（17英尺11英寸）。在通常情况下，本级舰只排水量为2,682長噸（2,725公噸），满载时排水量为2,807長噸（2,852公噸）。每艘舰上配备有371名军官和士兵。
本级舰的推进系统由一台单胀船用蒸汽机取动一具单螺旋桨组成，蒸汽由六座燃煤矩形火管锅炉提供，锅炉废气集中从一根烟囱中排出。在使用引擎驱动时，两舰在1,080匹指示馬力（810千瓦特）的引擎输出功率下时速为10節（19每小時；12英里每小時），而“可畏”号的锅炉可以产生的马力略高，约为1,100匹指示馬力（820千瓦特）。两舰可以以最高速度续航1,300海里（2,400；1,500英里）。虽然可以使用蒸汽机动力，但两舰依然是装备有三根桅杆的混合动力纵帆船。

### 武装
强大级原本计划装备30门火炮，但是在改装成可海上航行的船旁列炮铁甲舰后，舰载武器减少为20门火炮。这其中包括4门203（8英寸）炮和16门164（6.5英寸）前膛炮。在两舰的服役生涯中，舰载武器装备被更换了多轮。1878年，两舰的武装都被削减为8门203（8英寸）炮。1885年，“可畏”号重新装备了两门6英寸（152）炮，两门5.9英寸（150）炮，以及四门4.7英寸（119）炮，并被改用作训练舰。两年后，“强大”号也同样被改装成了一艘训练舰，但只配备了6门4.7英寸（119）口径火炮。

## 舰只
| 舰名          | 建造者               | 开建       | 下水          | 完工      |
| ------------- | -------------------- | ---------- | ------------- | --------- |
| “强大”号 （Formidabile） | 地中海鐵工及造船公司 | 1860年12月 | 1861年10月1日 | 1862年5月 |
| “可畏”号 （Terribile） | 地中海鐵工及造船公司 | 1860年6月  | 1861年2月16日 | 1861年9月 |

## 服役历史
“强大”号和“可畏”号成为了第一批在新统一的意大利王国旗下海军中服役的舰队核心，之后又有卡里尼亚诺王子级、意大利国王级和玛利亚·皮亚皇后级铁甲舰先后扩充进来，以在第三次意大利独立战争期间对奥地利海军采取行动。战争爆发于1866年6月，当时与普鲁士结盟的意大利试图利用普奥战争夺取奥地利控制的威尼斯。在最初的港口对峙后，卡洛·佩利翁·德·佩尔萨诺海军上将率领的意大利舰队于7月中旬对利萨岛发动了攻击，奥地利海军指挥官威廉·冯·特格特霍夫出动进行反击，最终于7月20日爆发了利萨海战。“强大”号在前一日对利萨岛的岸防工事的作战中遭到重创，不得不在特格特霍夫舰队到来前退出战斗返回港口进行修理。“可畏”号在这次作战行动中也没有发挥作用。该舰驻扎在离战场较远的南方，正准备再次袭击利萨岛，因此在两国舰队脱离接触后才来得及匆匆赶到战场。
随着中央炮房舰以及后来的炮塔舰的迅速兴起，这两艘铁甲舰迅速过时。两舰的服役一直持续到19世纪80年代，并在19世纪70年代用接受了对锅炉和舰炮的现代化改造。1870年（意大利统一战争的最后阶段），两舰因利萨海战后意大利海军式微而都没有参与攻击奇维塔韦基亚的行动。从1887年到1903年，“强大”号成为一艘炮兵训练船直到被废弃。从1885年开始，“可畏”号也被改装为一艘训练船，该舰在1904年被当作废品出售，之后就被解体。

## 脚注

### 引文
1. 1 2  张恩东 (2018)，第230頁.
2. ↑  全国科学技术名词审定委员会 (2019)，第240頁.
3. ↑  袁随善 & 何志刚 (1992)，第239頁.
4. ↑  王琼颖 (2020)，第98頁.
5. ↑  袁随善 & 何志刚 (1992)，第159頁.
6. ↑  Fraccaroli，第334, 337頁.
7. ↑  Ordovini, Petronio, & Sullivan，第328頁.
8. ↑  Fraccaroli，第335頁.
9. ↑  Sondhaus 1989，第209頁.
10. 1 2 3 4 5 6 7 8 9 10  Fraccaroli，第337頁.
11. 1 2  陈悦 (2015)，第234頁.
12. ↑  李昊 (2020)，第15頁.
13. ↑  鄭觀 & 張孝達 (2010)，第37頁.
14. ↑  Fraccaroli，第335–339頁.
15. ↑  Sondhaus 1994，第1頁.
16. ↑  毛红梅 (2020)，第598頁.
17. ↑  朱鸿飞 (2016)，第58頁.
18. ↑  布鲁斯·泰勒 (2021)，第265頁.
19. ↑  Greene & Massignani，第217–222頁.
20. ↑  Wilson，第219–241頁.
21. 1 2  张黎源 (2020)，第222頁.
22. ↑  张恩东 (2018)，第1頁.
23. ↑  李昊 (2020)，第57頁.
24. ↑  Sondhaus 2001，第112頁.
25. ↑  Fraccaroli，第336–337頁.

## 期刊来源
- Ordovini, Aldo F.; Petronio, Fulvio; Sullivan, David M. . Warship International. Vol. 51 no. 4. December 2014: 323–360. ISSN 0043-0374.